# Jerry Reynolds
Jeremiah „Jerry“ Reynolds (* 15. April 1867 in Maryhill, Glasgow; † 26. Dezember 1944) war ein schottischer Fußballspieler. In seiner aktiven Karriere, holte der Abwehrspieler mit Celtic Glasgow zwei schottische Meisterschaften und einen Pokalsieg.

## Karriere und Leben
Der in Maryhill geborene Rechtsverteidiger kam im September 1889 zu Celtic Glasgow, nachdem er zuvor beim FC Cowlairs und Hibernian Edinburgh spielte.
Sein Pflichtspieldebüt für Celtic gab er am 7. September 1889 in der 1. Runde des schottischen Pokals gegen den FC Queen’s Park. Mit Celtic gewann er 1892 den Pokal, und 1893 und 1894 die schottische Meisterschaft. Er absolvierte bis 1895 insgesamt 74 Ligaspiele für Celtic, bevor er nach einem Streit mit dem Vorstand zum FC Burnley nach England wechselte.
Reynolds kehrte 1911 zu Celtic zurück, als er eine Position auf der Medientribüne übernahm.
Er starb 1944 im Alter von 77 Jahren und wurde auf dem Dalbeth Cemetery beigesetzt.

## Erfolge
mit Celtic Glasgow
- Schottischer Pokalsieger (1): 1892
- Schottischer Meister (2): 1893, 1894